# 魔女は三百路から
『魔女は三百路から』（まじょはみおじから）は、原作:原田重光、作画:松本救助による日本の漫画作品。現代に生活する魔女の“おひとり様”生活を描いた日常コメディ漫画。
『ヤングアニマル嵐』（白泉社）にて2018年2月号から連載開始。同誌が休刊となる2018年7月号まで連載し、『ヤングアニマル』（白泉社）に移籍して2018年14号から2020年11・12号まで連載した。単行本は全7巻。
作画の松本がTwitterに第1話を投稿したところ話題を呼び、単行本1巻は発売後に緊急重版がかかった。
単行本4巻発売時には、主人公がときめくことになる小林、村上の両名をイメージした「口説かれ動画」が公開された。野津山幸宏がタイプの異なる小林、村上の2役を演じている。

## あらすじ
大企業に勤める黒川御影は一見地味目な三十路OLだが、その正体は300歳を迎える魔女であった。“おひとり様”生活を送る御影は架空彼氏との「妄想フォト」を更新するような日々を送っていたが、その妄想上の架空彼氏にそっくりな新入社員の小林が入社してくる。御影は妄想を現実のものとすべく奮闘を始める。

## 主な登場人物
黒川御影（くろかわ みかげ）
むっちりしたスタイルのメガネ美女。勤務する会社の同僚と思われる人による噂話では“謎多き独身アラサー女性”として認識されている。
その正体は300歳になる魔女。18世紀生まれ。「月影の魔女」の異名を持つ。現在マンションで一人暮らし。機械が苦手。
魔女仲間との付き合いはあるが、人間の交友関係は無し。過去に男との付き合いもあったが、貢ぎ癖もあったためダメンズばかり育成してしまう。それら過去の男性とのトラウマも重なって恋人もいない。あまりにも恋から遠ざかっていたため「恋」という漢字を忘れて「変」と書いてしまうほど。
会社は1907年の創立時から在籍しており、代々の社長には「重大な決め事は黒川に伺いを立てること」という機密事項が言い伝えられている。なお、初代社長もダメ男であり、会社設立資金は御影が提供している。
ノワール
御影の使い魔でもある黒猫。御影と同居している。御影は溺愛しているが、ことあるごとに爪を立てたり威嚇してきたりと、御影には全く懐いていない。村上のように気に入らない人間は容赦なく爪で引っかき、噛みついて攻撃しマンションから追い出す。
小林悟（こばやし さとる）
御影の勤める企業の爽やかなイケメン新入社員。御影の妄想上の彼氏に瓜二つの容姿をしている。ノワールも懐いている。村上は大学時代の先輩で面識もある。
前世は御影と因縁もある高杉晋作。
村上純一（むらかみ じゅんいち）
小説家志望の典型的なダメンズ。他の女性とナイトプールで悶着を起こしていたところで御影と出会う。後ろ髪を長く伸ばし三つ編みにしている。ノワールから嫌われており、一度御影のマンションに転がり込もうと目論んで撃退された。小林は大学時代の後輩で面識もある。後に小説の新人賞を獲得し、ベストセラー作家となる。
前世は御影と付き合ってたこともある太宰治。太宰は御影と入水自殺しようとするが、水中で御影を蹴り飛ばして逃げ出した。御影と出会って前世の記憶が蘇っている。
魔女仲間
佐倉魔魅（さくら まみ）
19世紀生まれの190歳。100歳以上年上の御影にジェネレーションギャップを強調する。容姿が可愛らしく、地下アイドルをしている。ニャルラトホテップの信奉者。掃除が苦手で、住処を汚部屋にしては引っ越しを繰り返す。
著名な大魔女の末裔であり、魔女界では名家の産まれ。
十和田杏子（とわだ きょうこ）
280歳。銀座にある老舗高級クラブのオーナー兼ママ。御影のダメンズ趣味をよく把握しており、旧知の間柄。
サト子
400歳代。御影の師匠でもある。御影とは違った雰囲気のメガネ美女。男子高校の学生寮を自ら建設し、そこで寮母をしている。腐女子ならぬ腐魔女。現在は寮生をネタにした妄想と推し活に専念している。
その他
バフォメット
山羊頭の悪魔。ささいなことでたびたび御影に召喚される。
クトゥルフ
御影を自分の派閥にしようとちょっかいを出してくる。
ハスター
クトゥルフとは対立している。御影はハスター派。復活しており、ミュージシャンとして魔女界では人気が高い。
プット
小便小僧像に羽を生やしたような姿をした2人組。御影を何とか結婚させようとあれこれ画策する。
部長
御影の勤務先の上司。御影にセクハラするたびに呪いにより心臓が締め付けられている。そうなるのを楽しんでいる節もあり、エピソードによっては呪いをかけられている最中のセリフの語尾にハートマークが付くことがある。

## 帯の推薦文
- 1巻 - 東村アキコ[7]
- 7巻 - 明坂聡美[9]